# Тоскано, Альберто
Альберто Тоскано (англ. Alberto Toscano; род. 1 января 1977) — британский культурный критик, социальный теоретик, философ и переводчик, известный в англоязычном мире своими переводами работ Алена Бадью и Антонио Грамши.
Его собственные работы посвящены двум основным темам: генеалогии концепции фанатизма и исследованием сохранения идеи коммунизма в современной мысли. Автор двух книг и множества статей по современной философии, политике и социальной теории.
Преподает социальную теорию на кафедре социологии в Голдсмитсе (Лондонский университет). Является членом редколлегии журнала «Historical Materialism», который, по словам Алекса Каллиникоса, «был одним из основных двигателей научного возрождения марксизма» с середины 1990-х годов.
Снимался в фильме «Маркс: Перезагрузка».

## Книги
- Theatre of Production: Philosophy and Individuation between Kant and Deleuze, Basingstoke: Palgrave, 2006.
- Fanaticism: The Uses of an Idea, New York: Verso, 2010.

## Статьи
- Против спекулятивизма // Логос — 2013. — № 2 (92). — С. 81-93.
- Суверенная безнаказанность // Пушкин — 2008. — № 1. — С. 26-29
- Фанатичные анти-истории. Беседа с Альберто Тоскано. Современный «фанатик»: зарождение нового типа политической мобилизации? // Gefter.ru
- Проект ликвидации 1968-го, или Обскурант как субъект французской политики. К началу французского председательства в ЕС
- Переосмислюючи Маркса і релігію // Спільне. — 2014. — № 8: Релігія: між експлуатацією і емансипацією.